# Trimalaconothrus elegans
Trimalaconothrus elegans är en kvalsterart som först beskrevs av Hammer 1966.  Trimalaconothrus elegans ingår i släktet Trimalaconothrus och familjen Malaconothridae. Inga underarter finns listade i Catalogue of Life.